# Action de groupe en santé
Pour les articles homonymes, voir Action de groupe.
L’action de groupe en santé est une action en justice qui permet à plusieurs usagers du système de santé de poursuivre en justice une personne afin d’obtenir l’indemnisation d’un préjudice subi au regard de dommages corporels liés à un produit de santé. 
Elle a été introduite dans le droit français par l’article 184 de la loi du 26 janvier 2016 de modernisation de notre système de santé.  

## Explications
En France, l’action de groupe a d’abord été inscrite dans le droit avec la loi Hamon du 17 mars 2014, qui l’a circonscrite au domaine de la consommation. Elle a ensuite été adaptée à la santé.  
Certaines crises de santé publique récentes (affaire du sang contaminé, affaire du Médiator…) ont fait apparaître la dimension collective des préjudices subis par ces victimes, des « préjudices sériels », qui ont nécessité la création de fonds d’indemnisation spécifiques. L’action de groupe permet de mutualiser les moyens de preuve pour les victimes, et elle peut contribuer à la médiatisation de certaines affaires.  
La création de cette procédure s’inscrit ainsi dans la démocratie sanitaire, car elle renforce les droits individuels et collectifs des usagers de la santé en matière de réparation des dommages corporels liés aux produits de santé.  
L’action de groupe confère un rôle crucial aux associations d’usagers, qui portent ce recours collectif devant le juge. L’association APESAC d’aide aux victimes de la Dépakine, un médicament commercialisé par Sanofi, a initié le 13 décembre 2016 la première action de groupe en santé en France, devant le tribunal de grande instance de Paris.  
L’action de groupe a été étendue par la loi du 18 novembre 2016 « de modernisation de la justice du XXIe siècle »,, aux discriminations, aux questions environnementales et à la protection des données personnelles.  

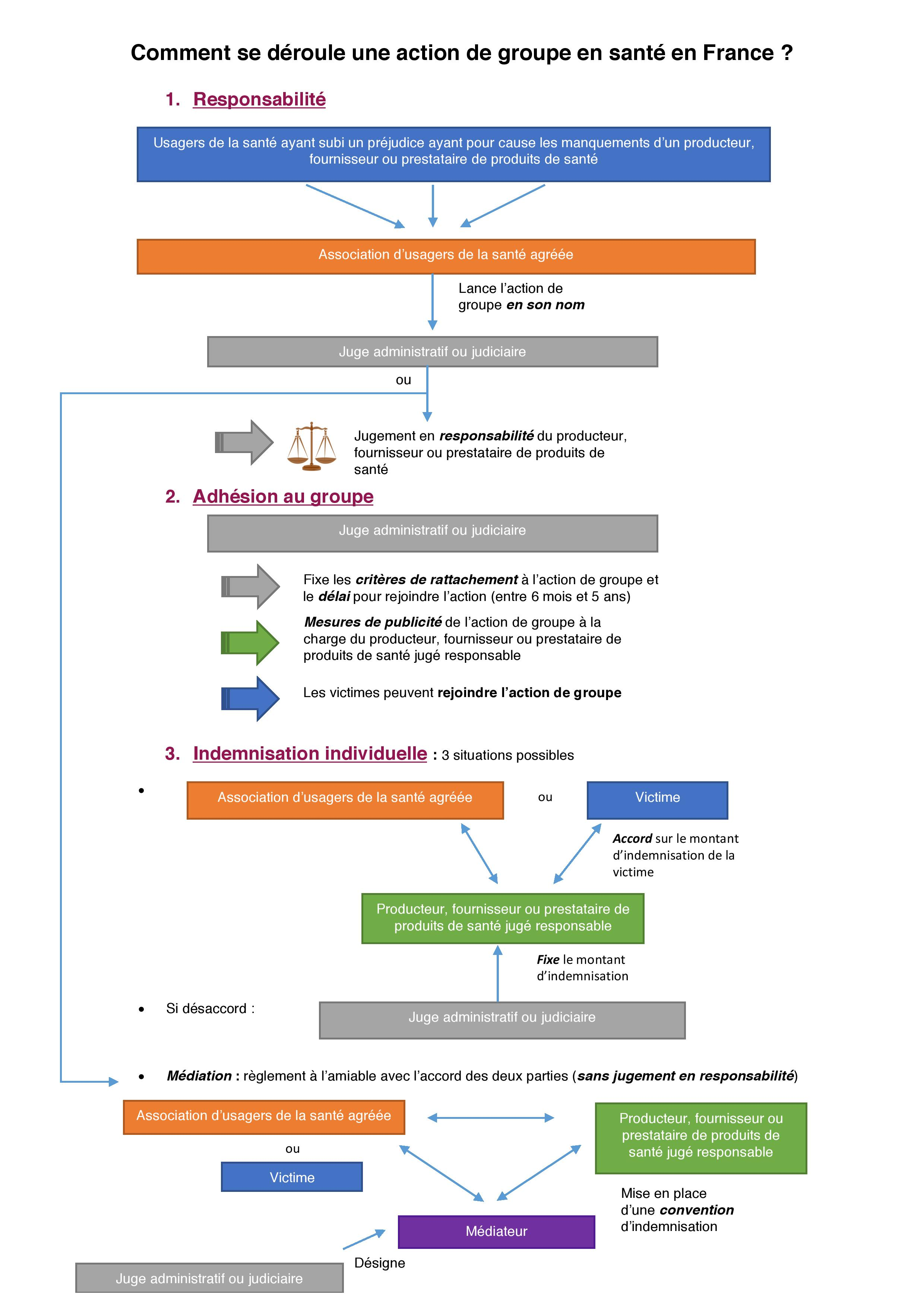
Les différentes étapes de l'action de groupe

## L’action de groupe en santé dans le monde
L’action de groupe dans le domaine de la santé existe déjà dans plusieurs pays. Certains disposent de procédures de recours collectif qui sont ouvertes à de nombreux domaines, comme les États-Unis et le Canada. Plusieurs pays européens ont mis en place une action de groupe applicable à la santé (Angleterre, Pays de Galles, Pays-Bas, Portugal, Suède).
L’essor européen de l’action de groupe est encouragé par l’Union Européenne, qui recommande sa mise en place dans les États membres et l’harmonisation des procédures, dans son Livre vert sur les recours collectifs pour les consommateurs en 2008 et lors d’une consultation publique sur le sujet en 2011.

## Modalités de l’action de groupe en santé
L’action de groupe en santé ne peut être entreprise que si elle respecte des conditions précises, inscrites dans la loi. Ces modalités portent notamment sur les acteurs et le domaine concernés : « Une association d'usagers du système de santé agréée en application de l'article L. 1114-1 peut agir en justice afin d'obtenir la réparation des préjudices individuels subis par des usagers du système de santé placés dans une situation similaire ou identique et ayant pour cause commune un manquement d'un producteur ou d'un fournisseur de l'un des produits mentionnés au II de l'article L. 5311-1 ou d'un prestataire utilisant l'un de ces produits à leurs obligations légales ou contractuelles. » (Article L. 1143-1, Code de la santé publique)

### Acteurs de l’action de groupe en santé
Les personnes qui peuvent initier une action de groupe en santé sont les associations d’usagers du système de santé qui sont agréées au niveau national ou régional. On en dénombre actuellement 486 selon l’Institut National de la Consommation. 
Cependant, les associations ayant pour activité annexe la commercialisation de l’un des produits de santé ne peuvent lancer une action de groupe.
On peut y voir une différence avec l’action collective au Québec, pour laquelle des personnes privées peuvent représenter le groupe, et non seulement les associations. De même, la Suède et le Portugal autorisent une représentation par les associations, mais aussi par des personnes privées, ou encore par certaines autorités publiques.
Ce fonctionnement pose un certain nombre de questions, notamment en cas de pluralité des saisines pour une même situation. Dans un tel cas, les actions peuvent-elles être regroupées ? On observe en Angleterre et au Pays de Galles que des actions individuelles peuvent être incluses dans une action collective. En outre certaines de ces actions peuvent être utilisées comme actions modèles pour le traitement des autres actions, afin d’éviter la multiplication des recours. 
Les bénéficiaires de l’action n’ont pas l’obligation d’adhérer à l’association d’usagers qui porte l’action. Selon leur lieu de prise en charge, la demande est traitée par le juge compétent : le juge judiciaire pour une prise en charge dans le cadre de la médecine libérale, le juge administratif pour une prise en charge en établissement public de santé.
Les patients concernés doivent connaître une situation similaire ou identique, imputable à une cause commune, pour pouvoir faire partie d’une même action de groupe.
L’action de groupe française suit le système d’opt in, c’est-à-dire que les usagers doivent se déclarer pour faire partie de l’action de groupe, comme c’est le cas en Suède, en Angleterre et au Pays de Galles, au contraire du système d’opt out retenu par les États-Unis, le Québec et le Portugal, dans lequel les personnes concernées sont automatiquement incluses, à défaut d’un refus de leur part. Le système d’opt-in garantit aux justiciables le droit d’action individuelle.

### Domaine de l’action de groupe en santé
L’action de groupe vise à déterminer la responsabilité d’une personne dans la survenue d’un dommage corporel subi par plusieurs patients. Plus précisément, il s’agit de déterminer les manquements aux obligations légales et/ou contractuelles liés à des produits de santé, selon la définition de l’article L. 5311-1 du code de la santé publique (médicaments, dispositifs médicaux, dispositifs de diagnostic in vitro, produits cosmétiques…). Une fois la responsabilité établie, peut s’engager une procédure de réparation des préjudices subis résultant des dommages corporels constatés, sur une base individuelle et intégrale. Les préjudices peuvent être de toute nature (moral, matériel, etc.).
À noter que l’action de groupe en santé ne concerne qu’un domaine limité, au contraire de la class action américaine, qui peut, dans le champ de la santé, porter sur des domaines très larges, tels le tabac ou l’accès aux soins. Le champ de l’action de groupe en santé s’est toutefois élargi avec la loi du 18 novembre 2016 de modernisation de la justice du XXIe siècle, comprenant désormais outre les produits de santé, les discriminations, les questions environnementales et la protection des données personnelles.

## Procédure de l’action de groupe en santé
L’action de groupe en santé se décompose en trois temps : le jugement en responsabilité, l’adhésion des victimes à l’action de groupe, et la détermination de l’indemnisation.

### Responsabilité
Lors du jugement en responsabilité, l’association d’usagers du système de santé fournit des pièces justificatives pour prouver les manquements du producteur, du fournisseur ou du prestataire du produit de santé et leur causalité vis-à-vis des dommages corporels. Le juge peut aussi ordonner des mesures d’instruction, comme les expertises médicales.
Si le producteur, fournisseur ou prestataire de produits de santé est jugé responsable de manquements ayant causé des dommages corporels, cela peut ainsi avoir des conséquences lourdes pour celui-ci, qu’elles soient morales ou financières.

### Adhésion à l’action de groupe
Le juge définit les critères de rattachement à l’action de groupe, en fonction de dommages corporels définis, ce qui permet ensuite à des usagers de rejoindre l’action. En effet, ceux-ci ne sont inclus dans l’action de groupe qu’après le jugement sur la responsabilité, lors duquel l’association agit seule et en son nom.
Pour permettre aux usagers concernés d’être informés et de rejoindre l’action de groupe, des mesures de publicité sont mises en œuvre, à la charge de la personne responsable. Les usagers concernés ont alors un délai fixé par le juge, entre 6 mois et 5 ans pour rejoindre l’action de groupe.

### Indemnisation
Lors d’une action de groupe en santé, l’indemnisation des préjudices est individuelle. Elle ne comporte pas en France de dimension punitive et vise à réparer le préjudice subi par les victimes.
L’association d’usagers du système de santé dispose d’un mandat de représentation aux fins d’indemnisation, et elle effectue à ce titre les procédures de réparation des préjudices. Ainsi, elle avance les frais et dépenses de procédure.
La réparation peut être demandée soit par la victime, soit par l’association qui porte l’action de groupe, directement à la personne responsable.
Si les deux parties trouvent un accord sur le montant d’indemnisation, la personne responsable s’acquitte de l’indemnisation fixée.
En cas de désaccord, l’usager peut confier à un juge la tâche de fixer le montant de l’indemnisation, avec l’appui d’un expert. Ce juge n’est pas nécessairement le même que celui qui  a procédé au jugement en responsabilité.
Une autre possibilité pour la détermination de l’indemnisation est la médiation, qui se met en place au cours du jugement en responsabilité, si la personne mise en cause et l’association qui porte l’action de groupe donnent leur accord. La médiation permet d’éviter le jugement en responsabilité, et marque ainsi la fin de l’action de groupe. Dans ce cas, le médiateur est désigné par le juge sur une liste établie par le ministère de la Santé. Son rôle est de mettre en place une convention déterminant les modalités de l’indemnisation à l’amiable des préjudices par la personne mise en cause, au regard des dommages corporels subis. Pour ce faire, le médiateur peut être accompagné d’une commission de médiation, dont la composition est arrêtée par décret. Le recours à la médiation est une solution qui est très utilisée en Suède, par l’intermédiaire des Ombudsmen, car elle permet un règlement à l’amiable, plus rapide qu’une procédure en justice, qui peut prendre des années.
La médiation est différente du système d’indemnisation à l’amiable de l’Office national d’indemnisation des accidents médicaux (ONIAM), car elle répond à la dimension collective de certains préjudices et procède de l’action d’une association.